# Federal Assault Weapons Ban

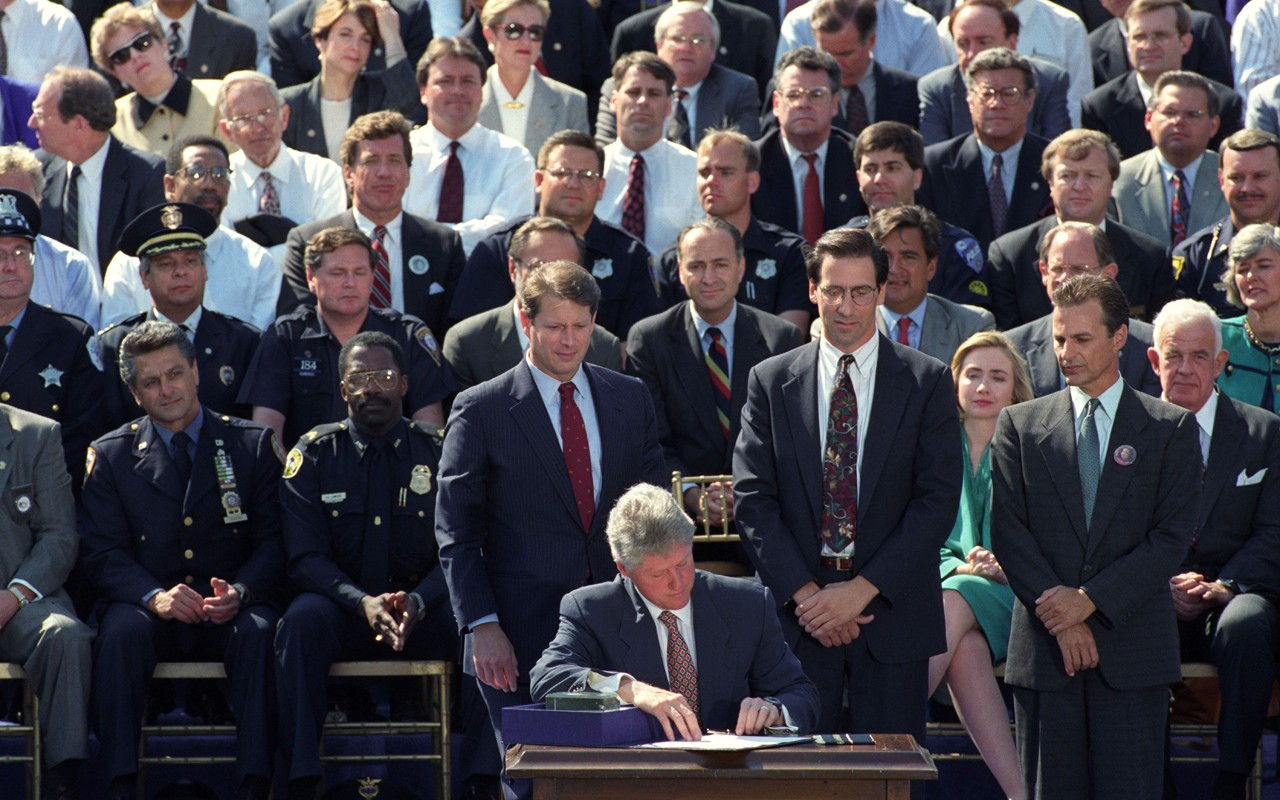
Presidente Bill Clinton sancionando a lei.

O Public Safety and Recreational Firearms Use Protection Act ou  Federal Assault Weapons Ban  (AWB), era uma subseção do "Violent Crime Control and Law Enforcement Act" de 1994, uma lei federal dos Estados Unidos que incluía a proibição da fabricação para uso civil de certas armas de fogo semiautomáticas que foram definidas como "armas de assalto", bem como certos carregadores de munições que foram definidos como de "alta capacidade".

## Visão geral
O  Federal Assault Weapons Ban e sua proibição de 10 anos foi aprovado pelo Congresso dos Estados Unidos em 13 de setembro de 1994, após uma votação apertada de 52–48 no Senado dos Estados Unidos, e foi transformada em lei pelo presidente dos Estados Unidos, Bill Clinton, no mesmo dia. A proibição se aplica apenas a armas fabricadas após a data de sua promulgação. Expirou em 13 de setembro de 2004, de acordo com sua cláusula de extinção. Várias contestações constitucionais foram apresentadas contra as disposições da proibição, mas todas foram rejeitadas pelos tribunais. Houve várias tentativas de renovar a proibição, mas nenhuma foi bem-sucedida.
Estudos mostraram que a proibição teve pouco efeito na atividade criminosa geral, homicídios com armas de fogo e na letalidade dos crimes com armas de fogo. Há evidências provisórias de que a frequência de tiroteios em massa pode ter diminuído ligeiramente enquanto a proibição estava em vigor.

## Antecedentes
Os esforços para criar restrições às "armas de assalto" no nível do governo federal intensificaram-se em 1989 depois que 34 crianças e um professor foram baleados e cinco crianças mortas em Stockton, Califórnia, com um rifle "padrão Kalashnikov" semiautomático. O tiroteio de Luby em outubro de 1991, que deixou 23 mortos e 27 feridos, foi outro fator. O tiroteio em julho de 1993 na 101 California Street também contribuiu para a aprovação da proibição. O atirador matou oito pessoas e feriu seis. Duas das três armas de fogo que ele usou eram pistolas semiautomáticas TEC-9 com gatilhos Hell-Fire. A proibição tentou abordar as preocupações do público sobre os tiroteios em massa, restringindo as armas de fogo que atendiam aos critérios do que definiu como uma "arma de assalto semiautomática", bem como os carregadores que atendiam aos critérios do que definiu como um "dispositivo de alimentação de munição de grande capacidade".:1–2
Em novembro de 1993, a legislação proposta foi aprovada pelo Senado dos EUA. A autora do projeto de lei, Dianne Feinstein (D-CA) e outros defensores disseram que era uma versão enfraquecida da proposta original. Em maio de 1994, os ex-presidentes Gerald Ford, Jimmy Carter e Ronald Reagan escreveram à Câmara dos Deputados dos EUA em apoio à proibição de "armas de assalto semiautomáticas". Eles citaram uma pesquisa CNN / USA Today / Gallup de 1993 que descobriu que 77% dos americanos apoiavam a proibição da fabricação, venda e posse de tais armas.
O representante dos EUA Jack Brooks (D-TX), então presidente do Comitê Judiciário da Câmara, tentou sem sucesso remover a seção de proibição de armas de assalto do projeto de lei criminal. A National Rifle Association (NRA) se opôs à proibição. Em novembro de 1993, o porta-voz da NRA, Bill McIntyre, disse que as armas de assalto "são usadas em apenas 1 por cento de todos os crimes". A estatística de baixo uso foi apoiada em um relatório do Departamento de Justiça de 1999. A legislação aprovada em setembro de 1994 com a seção de proibição de armas de assalto expirando em 2004 devido à sua cláusula de caducidade.